# マリオシリーズ
マリオシリーズ（Mario Series）は、任天堂から発売されている、同社のキャラクター『マリオ』と、その仲間達が登場する数々の種類のコンピュータゲームシリーズ及びメディアミックスである。そのうち『スーパーマリオブラザーズ』を源流とするアクションゲームシリーズは、公式的に『スーパーマリオシリーズ』と呼ばれている。2020年時点で全シリーズの累計の売り上げは全世界で5億6000万本以上を突破しており、最も売れたゲームシリーズとしてギネス世界記録に認定されている。

## 概要
1981年にシリーズ第1作のアーケードゲーム『ドンキーコング』が稼動して以降、今日までに多くの作品が発売され、基本のアクションゲームのほか、スポーツゲーム・ボードゲーム・ロールプレイングゲームなど多様なジャンルが扱われている。また、主人公のマリオ以外の登場キャラクターをメインとする派生作品も多く制作されている。
シリーズ生みの親である宮本茂は、「（同じく自身が手掛ける）『ゼルダの伝説』シリーズとマリオシリーズの本質は同一のものだと個人的には思っている」と度々語っており、アクション要素重視のものがマリオシリーズ、謎解き要素重視のものが『ゼルダの伝説』シリーズという傾向がある。
マリオシリーズは、任天堂が新型ゲーム機を発売する際のローンチタイトル（同時発売ソフト）となることが多い。『スーパーマリオ』シリーズのほか、『ルイージマンション』（ニンテンドー ゲームキューブ）や『おどる メイド イン ワリオ』（Wii）などの派生作品がリリースされることもある。
2005年、アメリカのゲームメディアIGNで初代『スーパーマリオブラザーズ』が「Top 100 games of all time」において1位に選出された。

## シリーズ誕生背景
1980年当時、ゲームセンターではナムコが発売したドットイートゲームの『パックマン』が流行していた一方で、任天堂は『シェリフ』などのアーケードゲームを展開していたが、ヒット作に恵まれていなかった。そうした状況で宮本茂は当時社長の山内溥より「もっと売れるゲームをつくってくれ」と言われ、売れるゲームの研究を始めた。宮本は実際に様々なゲームで遊びつつ、ゲームセンターに集う人がなぜ繰り返し遊ぼうとするのか考えた結果、ゲームオーバーになった際の悔しさが要因であるという結論に至る。宮本は繰り返し遊んでもらう要素を整理し考えた結果、ゲームのアイデアを5つ提出、その中から当時任天堂がライセンシーであった『ポパイ』を使用したゲームを打診され、ゲームのスケッチを何点か提出すると、1点だけ会社からの承認が下りた。承認後、製作途中で『ポパイ』を使用しないことになり、オリジナルのキャラクターが使用されることになった。

こうして1981年にオリジナルのキャラクターとしてドンキーコングやマリオが登場するアーケードゲーム『ドンキーコング』が稼働開始された。ただしドンキーコング稼働当初はマリオに名前はなく、ゲームシステムとしてジャンプすることに特徴があったことから「ジャンプマン」と呼ばれた。宮本は「ミスター・ビデオ」と呼んでいたが、その理由は自身の制作するゲーム全てに「ミスター・ビデオ」を登場させるつもりであったからである。この発想に関して、宮本はアルフレッド・ヒッチコックが自身が制作する映画に出演することや、手塚治虫や赤塚不二夫が自身の漫画の様々な作品に同じキャラクターを登場させている（スター・システム）ことに影響を受けたのではないかと語っている。その後ドンキーコングはシリーズ化される。
またマリオが登場する作品も数多く発売されている。

## シリーズ一覧
- 数値は日本国内、並びに全世界のものを併記。
- 日本未発売の作品は英語版を参照。
- バーチャルコンソールやアーケードアーカイブス、Nintendo Classics版は割愛。

### アクションゲーム

#### マリオブラザーズ
ドンキーコングシリーズの次は対戦型のゲームを作ることになり、横井軍平との話し合いの中でジャンプの要素を発展させることになった。そしてジャンプすることで敵を床下から叩いて横転させ、上に上がって倒す発想の中、再度起き上がってくるのに適したキャラクターとして「シェルクリーパー」が誕生した。そのほか、土管やコイン、マルチプレイなど、後のシリーズ作品にも登場する要素を搭載して、1983年にアーケードゲームおよびファミリーコンピュータ用タイトル『マリオブラザーズ』として発売された。

#### マリオクラッシュ
『マリオブラザーズ』と似た部分が多い作品。宮本が関わっていない数少ないマリオシリーズ。

#### スーパーマリオシリーズ
『マリオブラザーズ』発売後、他社からもキャラクターがジャンプをするゲームが発売されたことに宮本は奮起、背景が黒一色であったそれまでの作品に対して、ファミコンの性能を活かして原色の背景を使用し、大きなキャラクターが陸海空を駆け抜けるというテーマで『スーパーマリオブラザーズ』の開発が進められた。マリオが大きくなるための要素として、宮本は「魔法の国と言えばキノコ」であるという発想により「スーパーキノコ」が採用された。そのほかノコノコに羽が付いた「パタパタ」や「クリボー」、キノコ族を魔法によってブロックやレンガに変えた「クッパ」およびその魔法を解くことができる「ピーチ姫」など、後のシリーズ作品でも繰り返し登場するキャラクターが誕生した。

### パズルゲーム

#### レッキングクルー
| タイトル                          | 発売日        | 対応機種                                                       | 備考                               |
| --------------------------------- | ------------- | -------------------------------------------------------------- | ---------------------------------- |
| VS.レッキングクルー               | 1984年        | アーケード                                                     |                                    |
| レッキングクルー                  | 1985年6月18日 | ファミリーコンピュータ ファミリーベーシック データレコーダ対応 |                                    |
| レッキングクルー                  | 1989年2月3日  | ファミリーコンピュータ ディスクシステム 書き換え専用           | ファミリーコンピュータ版の移植     |
| レッキングクルー'98               | 1998年1月1日  | スーパーファミコン ニンテンドウパワー書き換え専用              | ファミリーコンピュータ版のリメイク |
| レッキングクルー'98               | 1998年5月23日 | スーパーファミコン                                             | ニンテンドウパワー版の移植         |
| ファミコンミニ14 レッキングクルー | 2004年5月21日 | ゲームボーイアドバンス                                         | ファミリーコンピュータ版の移植     |

#### ドクターマリオ
| タイトル                              | 発売日         | 対応機種                                                       | 売上本数                    | 売上本数                    | 備考                               |
| ------------------------------------- | -------------- | -------------------------------------------------------------- | --------------------------- | --------------------------- | ---------------------------------- |
| ドクターマリオ                        | 1990年7月27日  | ファミリーコンピュータ ゲームボーイ                            | 153万本（FC） 208万本（GB） | 534万本（FC） 485万本（GB） |                                    |
| ドクターマリオBS版                    | 1997年3月      | サテラビュー                                                   |                             |                             | イベントゲーム                     |
| ドクターマリオ                        | 1998年6月1日   | スーパーファミコン ニンテンドウパワー書き換え専用              |                             |                             | ファミリーコンピュータ版のリメイク |
| ドクターマリオ                        | 2000年3月1日   | ゲームボーイ ニンテンドウパワー書き換え                        |                             |                             |                                    |
| NINTENDOパズルコレクション            | 2003年2月7日   | ニンテンドー ゲームキューブ GBAケーブル対応                    | 11万本                      |                             | ドクターマリオを収録               |
| ファミコンミニ15 ドクターマリオ       | 2004年5月21日  | ゲームボーイアドバンス                                         | 13万本                      |                             | ファミリーコンピュータ版の移植     |
| ドクターマリオ&パネルでポン           | 2005年9月13日  | ゲームボーイアドバンス                                         | 17万本                      |                             | ドクターマリオを収録               |
| Dr.MARIO & 細菌撲滅                   | 2008年3月25日  | Wiiウェア ニンテンドーWi-Fiコネクション対応                    |                             |                             |                                    |
| ちょっとDr.MARIO                      | 2008年12月24日 | ニンテンドーDSiウェア                                          |                             |                             |                                    |
| Dr.LUIGI & 細菌撲滅                   | 2014年1月15日  | Wii Uダウンロードソフト ニンテンドーネットワーク対応           |                             |                             |                                    |
| Dr.MARIO ギャクテン!特効薬 & 細菌撲滅 | 2015年5月31日  | ニンテンドー3DSダウンロードソフト ニンテンドーネットワーク対応 |                             |                             |                                    |
| ドクターマリオ                        | 2016年11月10日 | ニンテンドークラシックミニ ファミリーコンピュータ              |                             |                             | ファミリーコンピュータ版の移植     |
| ドクターマリオ ワールド               | 2019年7月10日  | iOS、Android                                                   |                             |                             | 2021年11月1日サービス終了          |

#### マリオのピクロス
| タイトル                 | 発売日         | 対応機種                                        |
| ------------------------ | -------------- | ----------------------------------------------- |
| マリオのピクロス         | 1995年3月14日  | ゲームボーイ                                    |
| マリオのスーパーピクロス | 1995年9月14日  | スーパーファミコン スーパーファミコンマウス対応 |
| ピクロス2                | 1996年10月19日 | ゲームボーイ                                    |
| マリオのピクロス         | 2000年3月1日   | ゲームボーイ ニンテンドウパワー書き換え         |
| ピクロス2                | 2000年3月1日   | ゲームボーイ ニンテンドウパワー書き換え         |

### スポーツゲーム

#### マリオゴルフ
ゴルフを題材にしたゲーム。

#### マリオテニス
テニスを題材にしたゲーム。

#### スーパーマリオスタジアム
野球を題材にしたゲーム。

#### マリオストライカーズ
サッカーを題材にしたゲーム。

#### その他のスポーツゲーム
『マリオバスケ 3on3』はスクウェア・エニックスとの共同開発作品。ゲストキャラクターとしてファイナルファンタジーシリーズのキャラクターが登場する。
『MARIO SPORTS MIX』はスクウェア・エニックスとの共同開発作品。ファイナルファンタジーシリーズのキャラクターやドラゴンクエストシリーズの「スライム」が登場する。
| タイトル                        | 発売日         | 対応機種                                                | 売上本数 | 売上本数 |
| ------------------------------- | -------------- | ------------------------------------------------------- | -------- | -------- |
| マリオバスケ 3on3               | 2006年7月27日  | ニンテンドーDS                                          | 53万本   | 203万本  |
| MARIO SPORTS MIX                | 2010年11月25日 | Wii ニンテンドーWi-Fiコネクション対応                   | 64万本   | 198万本  |
| マリオバスケ 3on3               | 2016年5月11日  | Wii U(バーチャルコンソール)                             |          |          |
| MARIO SPORTS MIX                | 2016年8月24日  | Wii Uダウンロードソフト                                 |          |          |
| マリオスポーツ スーパースターズ | 2017年3月30日  | ニンテンドー3DS ニンテンドーネットワーク対応 amiibo対応 | 12万本   |          |

### レースゲーム

#### ファミコングランプリ
| タイトル                              | 発売日         | 対応機種 |
| ------------------------------------- | -------------- | --- |
| ファミコングランプリ F1レース         | 1987年10月30日 | ファミリーコンピュータ ディスクシステム （青ディスク） ディスクファクス対応                                     |
| ファミコングランプリII 3Dホットラリー | 1988年4月14日  | ファミリーコンピュータ ディスクシステム （青ディスク）ディスクファクス対応 ファミリーコンピュータ3Dシステム対応 |

#### マリオカート
第1作『スーパーマリオカート』はスーパーファミコン用タイトルとして1992年8月に発売された。当初の試作品ではつなぎを着た人物をカートに乗せていたが、2台のカートを自由に動かしているとき、1台を止めて、離れたところからやってくるもう1台のカートを見た際、可愛らしかったことから、マリオに変更したところ、評判が良かったためマリオの起用が決まった。
1作目のヒットにより、NINTENDO 64向けの『マリオカート64』、ゲームボーイアドバンス向けの『マリオカートアドバンス』、ニンテンドー ゲームキューブ向けの『マリオカート ダブルダッシュ!!』、ニンテンドーDS向けの『マリオカートDS』、Wii向けの『マリオカートWii』のように、ゲーム機種が変わるたびに、その機種向けの作品が発売された。

### ツールゲーム
| タイトル                                    | 発売日         | 対応機種                                                                                                  | 売上本数 | 売上本数 |
| ------------------------------------------- | -------------- | --- | -------- | -------- |
| マリオペイント                              | 1992年7月14日  | スーパーファミコン スーパーファミコンマウス専用                                                           |          | 231万本  |
| マリオペイントBS版                          | 1997年8月      | イベントゲーム                                                                                            |          |          |
| マリオアーティスト ペイントスタジオ         | 1999年12月11日 | 64DD NINTENDO64マウス対応 64GBパック対応 ポケットカメラ対応 キャプチャーカセット対応                      |          |          |
| マリオアーティスト タレントスタジオ         | 2000年2月23日  | 64DD NINTENDO64マウス対応 64GBパック対応 ポケットカメラ対応 キャプチャーカセット対応 NINTENDO64マイク対応 |          |          |
| マリオアーティスト コミュニケーションキット | 2000年6月29日  | 64DD NINTENDO64マウス対応 キャプチャーカセット対応 NINTENDO64モデム対応                                   |          |          |
| マリオアーティスト ポリゴンスタジオ         | 2000年8月29日  | 64DD NINTENDO64マウス対応                                                                                 |          |          |
| スーパーマリオメーカー                      | 2015年9月10日  | Wii U amiibo対応 ニンテンドーネットワーク対応                                                             | 100万本  | 402万本  |
| スーパーマリオメーカー for ニンテンドー3DS  | 2016年12月1日  | ニンテンドー3DS ニンテンドーネットワーク対応                                                              | 114万本  | 379万本  |
| スーパーマリオメーカー2                     | 2019年6月28日  | Nintendo Switch Nintendo Switch Online対応                                                                | 143万本  | 842万本  |

### ロールプレイングゲーム
マリオシリーズにとって初のRPG作品は『スーパーマリオRPG』であり、スクウェア（現・スクウェア・エニックス）との共同開発作品である。スクウェアは当初自社のファイナルファンタジーシリーズのような、剣と魔法の世界観をマリオに組み合わせることを任天堂に提案、任天堂の宮本茂に「持つならハンマー」であると指摘されるも、それ以降は任天堂側の意向を汲んだことで作品の重要部分の開発を任された。

#### ペーパーマリオ
マリオを用いたRPGの2作目『マリオストーリー』はインテリジェントシステムズが開発することになった。またスーパーマリオRPGで任天堂側の窓口となっていた田邊賢輔は、スーパーマリオRPGで関わった当時スクウェアの工藤太郎を評価して、オブザーバーを依頼した。
マリオストーリーでは本編と違うテーマを打ち出すために、見た目から検討に入った結果、3Dで2Dの風味を強調して表現したらおもしろいのではないかという意見から、紙のような見た目となった。

### 関連キャラクターのシリーズ

#### その他キャラクター
| タイトル                     | 発売日         | 対応機種                   | 売上本数   | 売上本数 |
| ---------------------------- | -------------- | -------------------------- | ---------- | -------- |
| ディディーコングレーシング   | 1997年11月21日 | NINTENDO 64                | 44万本     | 488万本  |
| スーパープリンセスピーチ     | 2005年10月20日 | ニンテンドーDS             | 20万本     | 170万本  |
| ディディーコングレーシングDS | 2007年2月5日   | ニンテンドーDS             | 日本未発売 | 118万本  |
| 進め! キノピオ隊長           | 2014年11月13日 | Wii U amiibo対応           | 16万本     | 137万本  |
| 進め! キノピオ隊長           | 2018年7月13日  | ニンテンドー3DS amiibo対応 | 9万本      |          |
| 進め! キノピオ隊長           | 2018年7月13日  | Nintendo Switch amiibo対応 | 24万本     | 235万本  |
| プリンセスピーチ Showtime!   | 2024年3月22日  | Nintendo Switch            | 21万本     | 122万本  |

## キャラクター

### 主要キャラクター
マリオ
マリオシリーズ全体の主人公。大半の作品では、つばの上にMのロゴがある赤い帽子とシャツ、青いオーバーオールを着ている。普段は配管工だが、作品によっては様々な仕事をこなしている。
ルイージ
マリオの双子の弟。大半の作品では、つばの上にLのロゴがある緑の帽子とシャツ、紺色（『ルイージマンション』以前では青）のオーバーオールを着ており、マリオに比べやせ型で背が高い。初登場作品の『マリオブラザーズ』など、多くの作品で2Pキャラクターとして登場しており、ルイージマンションシリーズでは主人公を務める。臆病な性格でオバケが苦手。
ピーチ
キノコ王国の姫。『スーパーマリオブラザーズ』で初登場。以降、クッパに何度もさらわれるが、マリオに助けられる。連れ去られる理由は、初期はクッパが掛けた魔法を解く力を持っているからとされているが、その後は結婚をするため、クッパJr.の母親にするため等の理由になっている。『スーパーマリオUSA』などではプレイヤーキャラクターとなり、『スーパープリンセスピーチ』『プリンセスピーチ Showtime!』では主人公を務める。
デイジー
サラサ・ランドの姫。オレンジ色のドレス姿で、明るく活発な性格をしている。『スーパーマリオランド』でタタンガにさらわれるヒロインとして初登場。『マリオテニス64』以降はプレイヤーキャラクターとして登場している。
ヨッシー
マリオの仲間。恐竜やドラゴンのキャラクターと扱われることもあるが、カメの種族。『スーパーマリオワールド』で初登場。以降『ヨッシーのたまご』や『ヨッシーのクッキー』などのヨッシーシリーズの主人公となった。ジャンプした際に足をバタつかせ、しばらく空中にとどまるふんばりジャンプができる他、舌が長くのび、敵を呑みこむこともある。名前は種族名でもあり、基本の緑色をはじめ、様々な色の個体がいる。
キャサリン
頭にリボンを付け、ピンク色の体をしている恐竜。愛称はキャシー。『夢工場ドキドキパニック』で敵役として初登場し、マリオシリーズには『スーパーマリオUSA』で初登場。かつてはニューハーフ的な扱いを受けたこともあった。『マリオカートツアー』、『マリオカート8 デラックス』では色違いが選択できる。
ワリオ
自称マリオのライバルで、自称幼なじみ。『スーパーマリオランド2 6つの金貨』でラスボスとして初登場。以降『ワリオランド』や『メイド イン ワリオ』シリーズなどのワリオシリーズの主人公となった。つばの上に「W」のロゴがある黄色い帽子と半袖シャツ（過去の作品では長袖シャツ）、紫のオーバーオールを着用しており、筋肉質の肉体を持つ。
ワルイージ
自称ルイージのライバル。『マリオテニス64』で初登場。つばの上に「Γ」のロゴがある紫の帽子とシャツ、黒いオーバーオールを着ている。痩せ型の長身であり、腕と脚が細長い。ワリオとは兄弟ではないが、コンビを組んでいるときもある。
ロゼッタ
ほうき星の天文台に暮らす女性。先端が星形の短い杖を持っており、地面から少し浮遊している。『スーパーマリオギャラクシー』で主要人物として初登場。『マリオカートWii』以降からプレイヤーキャラクターとして登場している。
ポリーン
マリオの親友の女性で、『ドンキーコング』で初登場。『マリオvs.ドンキーコング』シリーズでは、マリオが経営している会社「マリオ・トイ・カンパニー」で働いているが、事あるごとにドンキーコングにさらわれる。『スーパーマリオ オデッセイ』では「ニュードンク・シティ」の市長に就任している。
キノコ族
キノコ王国の主要な民族で、キノコ王国の人口の大半を占める。
キノピオ
キノコ王国の住民で、キノコの頭をしている。『スーパーマリオブラザーズ』で初登場。『スーパーマリオUSA』ではプレイヤーキャラクターとなり、『ワリオの森』では主人公を務めた。基本的には白に赤模様の頭と青い服で、他にも色々な模様の個体がいる。
 キノピコ
キノコ王国の少女で、ピンクのおさげが特徴的。『マリオカート ダブルダッシュ!!』で初登場。『進め!キノピオ隊長』では主人公の一人になり、スーパーマリオシリーズでは『Super Mario Run』からプレイヤーキャラクターとして登場する。一部作品ではキノピオ探検隊のメンバーになっている。
 キノじい
ピーチの執事。『スーパーマリオサンシャイン』で初登場。眼鏡をかけ、ヒゲを生やしている。
 キノピオ隊長
キノピオ探検隊のリーダー。『スーパーマリオギャラクシー』で初登場。『進め!キノピオ隊長』では主人公の一人として登場する。たくさんの荷物が入った大きなリュックを背負っているため、ジャンプができない。
コングファミリー
主にドンキーコングシリーズに登場するゴリラやクモザルたちの総称。
クランキーコング
『ドンキーコング』などに登場した初代「ドンキーコング」当人。『スーパードンキーコング』からは年老いた姿で登場している。
 ドンキーコングJr.
クランキーコングの息子。『ドンキーコングJR.』『ドンキーコングJR.の算数遊び』の主人公。ゲームボーイ版『ドンキーコング』ではマリオの敵として登場。
ドンキーコング
『スーパードンキーコング』から登場する2代目で、クランキーコングの孫。マリオシリーズには『マリオカート64』以降からプレイヤーキャラクターとして登場しているが『マリオvs.ドンキーコング』シリーズでは敵として登場しており、勘違いなどが原因でポリーンを何度も攫う。
 ディディーコング
『スーパードンキーコング』で初登場の2代目ドンキーコングの相棒。マリオシリーズには『マリオゴルフ ファミリーツアー』以降からプレイヤーキャラクターとして登場するようになった。
クッパファミリー
マリオと敵対するクッパを筆頭とする一族。クッパ軍団の兵員についてはクッパ軍団を参照。
クッパ
多くのマリオシリーズのラストボス。『スーパーマリオブラザーズ』で初登場。クッパ軍団を率いる大魔王。
 クッパJr.
クッパの息子。『スーパーマリオサンシャイン』で初登場。ギザギザの歯を持つ口の絵が描かれたスカーフを巻いている。『New スーパーマリオブラザーズ』以降、一部の作品では父であるクッパの悪事に加担しているが、『オリガミキング』や『フューリーワールド』などではクッパを救うためマリオに協力する。
 クッパ7人衆
クッパ軍団に所属するカメ族たち。ラリー、モートン、ウェンディ、イギー、ロイ、レミー、ルドウィッグの7人がいる。『スーパーマリオブラザーズ3』では「クッパの子供たち」として初登場したが、新たな息子としてクッパJr.が登場して以降は部下として扱われている。しばらく出番がない時期があったが、『マリオ&ルイージRPG』や『New スーパーマリオブラザーズ Wii』以降再びゲーム中に登場するようになり、クッパJr.とも共演している。
 ミニクッパ
クッパの創り出した小型の分身。クッパの手伝いをする。『マリオパーティ』から『マリオパーティ7』まで登場。『マリオパーティDS』以降はクッパJr.に交替している。

### その他
スパイク
『レッキングクルー』に登場。マリオの初期のライバルキャラクター。黒い帽子でマリオに似ている部分がある。日本では「ブラッキー」というキャラクター名称であったが、2023年4月に海外と同じ「スパイク」に統一した。
 オヤ・マー博士
『ルイージマンション』に登場。オバケの謎を研究している博士。
クリボー
マリオシリーズでは恒例のキノコ型の雑魚敵。
ノコノコ
甲羅を持つカメ。
 ジュゲム
雲に乗っており、空からトゲゾーなどの敵キャラクターを落としてくる。
 パタパタ
羽が生えたノコノコ。
 テレサ
背を向けていると近づいてくるお化け。目が合うと照れて顔を覆い、動かなくなる。
パックンフラワー
口の付いた凶暴な花。噛みつく以外にも花粉などを飛ばしてくる。
 ハナチャン
頭に花の付いた芋虫のようなキャラクター。怒ると全身が真っ赤になる。
 ヘイホー
仮面を付けた敵キャラクター。元々は『夢工場ドキドキパニック』のキャラクター。
 プクプク
水中を泳ぐ魚で、ヒレが羽のようになっている。時々水面からジャンプする。
 ボムへい
足とゼンマイの付いた玩具のような爆弾。踏みつけてしばらくすると爆発する。
 バブル
火の玉のモンスター。マグマから飛び出してきて炎で攻撃する。
 ワンワン
鎖に繋がれた鉄球。犬のように吠えて襲いかかってくる。
 ムーチョ
ヘイホーの亜種で、ガスマスクのような仮面を付けた敵。口の部分から弾を飛ばしてくる。元々は『夢工場ドキドキパニック』のキャラクター。
 ゲッソー
イカのキャラクター。水中では上下に動きながら近づいてくる。
 カロン
骨になったノコノコ。踏むと崩れ落ちるが、しばらくすると復活する。
 ハンマーブロス
無数のハンマーを投げてくるカメ族の上級兵士。
 キングテレサ
テレサの王。ルイージマンションシリーズではラスボスとして君臨する。
 ガボン
2足歩行をする黄緑色に青いトサカのカメ。口からシューリンガンを出して投げつけてくる。
 サンボ
サボテンの形をした黄色い生物。元々は『夢工場ドキドキパニック』のキャラクター。
 ドッスン
全身がトゲに覆われた岩。近づくと落ちてきて押し潰そうとする。
 キラー
砲弾のような形をしたキャラクター。
 ボムキング
ボム兵の王。
 ボスパックン
パックンフラワーが巨大化した怪物。
 ボスゲッソー
ゲッソーが巨大化した怪物。
 トンダリヤ
ヘイホーの亜種。元々は『夢工場ドキドキパニック』のキャラクター。
 チョロプー
モグラ。

## 関連タイトル

### ゲーム&ウオッチ
| タイトル                       | 発売日         | 備考         |
| ------------------------------ | -------------- | ------------ |
| マリオズ・セメントファクトリー | 1983年4月28日  |              |
| マリオズ・セメントファクトリー | 1983年6月16日  | ニューワイド |
| マリオズ・ボン・アウェイ       | 1983年11月10日 |              |

#### リメイク・移植
| タイトル                | 発売日        | 対応機種                    | 売上本数 | 売上本数 |
| ----------------------- | ------------- | --------------------------- | -------- | -------- |
| ゲームボーイギャラリー  | 1997年2月1日  | ゲームボーイ                | 14万本   | 100万本  |
| ゲームボーイギャラリー2 | 1997年9月27日 | ゲームボーイ                |          | 122万本  |
| ゲームボーイギャラリー3 | 1999年4月8日  | ゲームボーイカラー対応      |          | 122万本  |
| ゲームボーイギャラリー4 | 2016年3月16日 | Wii U(バーチャルコンソール) |          |          |

| タイトル                                     | 発売日        | 対応機種              | 備考                                                                     |
| -------------------------------------------- | ------------- | --------------------- | ------------------------------------------------------------------------ |
| ゲーム&ウオッチ マリオズセメントファクトリー | 2009年8月19日 | ニンテンドーDSiウェア |                                                                          |
| ゲーム＆ウオッチコレクション                 | 2006年7月     | ニンテンドーDS        | クラブニンテンドーのポイントを使用して入手 （必要ポイントは500ポイント） |

### ファミコンリミックス
| タイトル                            | 発売日         | 対応機種                           |
| ----------------------------------- | -------------- | ---------------------------------- |
| ファミコンリミックス                | 2013年12月19日 | Wii Uダウンロードソフト            |
| ファミコンリミックス2               | 2014年4月24日  | Wii Uダウンロードソフト            |
| ファミコンリミックス1+2             | 2014年4月24日  | Wii U ニンテンドーネットワーク対応 |
| ファミコンリミックス ベストチョイス | 2015年8月27日  | ニンテンドー3DS                    |

### その他のゲーム
| タイトル                                        | 発売日        | 対応機種                                         | 売上本数 | 備考                                                                                     |
| ----------------------------------------------- | ------------- | ------------------------------------------------ | -------- | ---------------------------------------------------------------------------------------- |
| アイアムアティーチャー スーパーマリオのセーター | 1986年8月27日 | ファミリーコンピュータ ディスクシステム          |          |                                                                                          |
| 夢工場ドキドキパニック                          | 1987年7月10日 | ファミリーコンピュータ ディスクシステム          | 29万本   | 『スーパーマリオUSA』の基となった作品 発売：フジテレビ                                   |
| UNDAKE30 鮫亀大作戦マリオバージョン             | 1995年4月     | サテラビュー                                     |          | 販売店対抗鮫亀コンテスト参加店に配布 ROMカセット版はハイスコア大会の景品としてプレゼント |
| ホテルマリオ                                    | 1995年7月14日 | フィリップス CD-i                                |          |                                                                                          |
| エキサイトバイク ぶんぶんマリオバトル           | 1997年5月     | サテラビュー                                     |          | サウンドリンクゲーム                                                                     |
| マリオのふぉとぴー                              | 1998年12月2日 | NINTENDO 64                                      |          |                                                                                          |
| マリオファミリー                                | 2001年9月17日 | ゲームボーイカラー                               |          |                                                                                          |
| スーパーマリオボール                            | 2004年8月26日 | ゲームボーイアドバンス                           | 10万本   |                                                                                          |
| 役満DS                                          | 2005年3月31日 | ニンテンドーDS                                   | 2万本    |                                                                                          |
| Wi-Fi対応 役満DS                                | 2006年9月14日 | ニンテンドーDS ニンテンドーWi-Fiコネクション対応 |          |                                                                                          |
| ニンテンドーDSi電卓 ファミコンマリオタイプ      | 2009年2月25日 | ニンテンドーDSiウェア                            |          |                                                                                          |
| ニンテンドーDSi時計 ファミコンマリオタイプ      | 2009年4月1日  | ニンテンドーDSiウェア                            |          |                                                                                          |

## メディアミックス

### 漫画
『4コママンガ劇場』（スクウェア・エニックス）掲載の作品については、4コママンガ劇場#4コママンガ劇場作品一覧を参照。
『4コマまんが王国』（双葉社）掲載の作品については、4コマまんが王国#主なラインナップを参照。
『4コマランド』（勁文社）掲載の作品については、勁文社#4コマランド（マリオシリーズ）を参照。
『4コマギャグバトル』（光文社）掲載の作品については、4コマギャグバトル#マリオシリーズを参照。
| タイトル                                             | 作者                                  | 出版社           | 発表年 | 掲載誌                                                                                         |
| ---------------------------------------------------- | ------------------------------------- | ---------------- | ------ | ---------------------------------------------------------------------------------------------- |
| スーパーマリオブラザーズ2                            | 沢田ユキオ                            | 徳間書店         | 1986年 | わんぱっくコミック                                                                             |
| まんが スーパーマリオブラザーズ ゴーストクッパの逆襲 | 斉藤栄一                              | 双葉社           | 1987年 | （単行本）                                                                                     |
| スーパーマリオシリーズ （作品タイトルは非統一）      | 本山一城                              | 講談社           | 1988年 | コミックボンボン                                                                               |
| スーパーマリオくん                                   | 沢田ユキオ                            | 小学館           | 1990年 | 月刊コロコロコミック                                                                           |
| Nintendo Comics System Super Mario Bros.             | （複数作家）                          | 任天堂           | 1990年 | Nintendo Comics System（アメリカの漫画雑誌）                                                   |
| ヨッシーくん                                         | うえだ未知                            | 小学館           | 1991年 | 小学一年生                                                                                     |
| SUPER MARIO ADVENTURES マリオの大冒険                | 画 チャーリー野沢 シナリオ 竹熊健太郎 | 小学館           | 1993年 | Nintendo Power（アメリカのゲーム雑誌） 1992年1月から1993年1月まで連載した漫画を 和訳した単行本 |
| ウホウホドンキーくん                                 | 須藤ゆみこ                            | 小学館           | 1994年 | 月刊コロコロコミック                                                                           |
| スーパーマリオ4コマ大行進                            | 本山一城 他                           | 講談社           | 1995年 | （単行本）                                                                                     |
| ファミ通コミックキッズ ヨッシーアイランド            | 姫野かげまる 他                       | アスキー         | 1995年 | （単行本）                                                                                     |
| GOGO!マリオワールド                                  | 兼本あつこ                            | エニックス       | 1997年 | 月刊少年ギャグ王                                                                               |
| ドンキーコング                                       | ひじおか誠                            | 小学館           | 1999年 | 月刊コロコロコミック                                                                           |
| ドクターマリオくん                                   | あおきけい &みかまる                  | 講談社           | 2002年 | コミックボンボン                                                                               |
| スーパーマリオくん                                   | 嵩瀬ひろし                            | 小学館           | 2004年 | ぴっかぴかコミックス                                                                           |
| オレだよ!ワリオだよ!!                                | 沢田ユキオ                            | 小学館           | 2005年 | コロコロイチバン!                                                                              |
| ゴー!!ゴー!!マリオカート                             | おぎのしん                            | エンターブレイン | 2006年 | ファミ通キューブ+アドバンス                                                                    |
| ピーチの大冒険!?                                     | すぎやまかずみ                        | エンターブレイン | 2006年 | ファミ2コミック                                                                                |

### 小説
『スーパーマリオブラザーズ物語』 / ヨルカ・ヘッドルーム出版事業部・編
- ISBN 4-8092-8006-3 / 冬樹社、1989年6月

『スーパーマリオブラザーズ3』のノベライズで、マリオが大魔王クッパにさらわれたピーチ姫を助けに行くというストーリーはゲーム通りだが、マリオは大工だったり、ルイージはマリオの弟ではなく隣国のキザで美形な王子かつピーチ姫のフィアンセだったり、クッパの子供（コクッパ）が長男のイッパ、一人娘のニッパ、末っ子のザッパの3人になっているなど、小説版独自の設定が多い。

### 映画
公開日は日本のものを記載。
| タイトル                                     | 配給                                         | 公開日        | 製作国              | 言語   |
| -------------------------------------------- | -------------------------------------------- | ------------- | ------------------- | ------ |
| スーパーマリオブラザーズ ピーチ姫救出大作戦! | 松竹                                         | 1986年7月20日 | 日本                | 日本語 |
| スーパーマリオ 魔界帝国の女神                | ブエナ・ビスタ・ピクチャーズ日本ヘラルド映画 | 1993年7月10日 | アメリカ合衆国      | 英語   |
| ザ・スーパーマリオブラザーズ・ムービー       | ユニバーサル・ピクチャーズ東宝東和           | 2023年4月28日 | アメリカ合衆国 日本 | 英語   |

### OVA
アマダアニメシリーズ スーパーマリオ（1989年、日本、OVA）
- ももたろう編
- いっすんぼうし編
- しらゆきひめ編

いずれも昔話を原作にして、登場人物をマリオキャラクターたちに置き換えた作品。
キャスト
- マリオ：古谷徹
- ルイージ、おじいさん、マリオのパパ：龍田直樹
- ピーチ姫：遠藤みやこ
- クッパ：佐藤正治
- ナレーション：沢田敏子

スタッフ
- 脚本：滝弥生子（ももたろう編）、八木樹里（いっすんぼうし編、しらゆきひめ編）
- 絵コンテ監督：菊田武勝
- 作画監督：スタジオジュニオ
- 編集：岡安編集室
- タイトル：マキ・プロダクション
- 現像：東京現像所
- プロデューサー：村山英俊
- 制作：上田真一郎、スタジオユニ、すたじおぱっくす、天田印刷加工

### テレビアニメ
| タイトル                              | 放送局   | 配給                  | 放送開始日    | 製作国         | 言語 |
| ------------------------------------- | -------- | --------------------- | ------------- | -------------- | ---- |
| The Super Mario Bros. Super Show!     | 番組販売 | DICエンターテイメント | 1989年9月4日  | アメリカ合衆国 | 英語 |
| The Adventures of Super Mario Bros. 3 | NBC      | DICエンターテイメント | 1990年9月8日  | アメリカ合衆国 | 英語 |
| Super Mario World                     | NBC      | DICエンターテイメント | 1991年9月14日 | アメリカ合衆国 | 英語 |

### シングル
| タイトル                                                      | アーティスト                                       | 発売日               | 規格品番                        | レーベル                  |
| ------------------------------------------------------------- | -------------------------------------------------- | -------------------- | ------------------------------- | ------------------------- |
| スーパーマリオブラザーズ マリオの大冒険/GO GO マリオ!!        | AYA＆なかよし応援団 プリンセス・ピーチ（谷山浩子） | 非売品（1986年配布） | PR-93（EP）                     | ポニー                    |
| スーパーマリオブラザーズ マリオの大冒険/クッパ一族かぞえ唄    | AYA＆なかよし応援団                                | 1986年3月30日        | 7G0083（EP） 7P1001（カセット） | ポニー                    |
| スーパーマリオブラザーズ GO GO マリオ!!                       | プリンセス・ピーチ（谷山浩子）                     | 1986年4月21日        | 7P1002（カセット）              | ポニー                    |
| スーパーマリオブラザーズ 噂のモモコ/ピーチ姫のララバイ        | 16 BIT SCROLLERS                                   | 1986年5月25日        | 7JAS-69（EP）                   | JAPAN RECORD              |
| スーパーマリオブラザーズ ピーチ姫救出大作戦！ドキ・ドキ Do it | 未来童子                                           | 1986年7月21日        | 10242-07（EP）                  | Vap                       |
| Almost Unreal 〜スーパーマリオ愛のテーマ〜                    | ロクセット                                         | 1993年6月16日        | TODP-2415（CD）                 | EMIミュージック・ジャパン |
| 創造                                                          | 星野源                                             | 2021年2月17日        | VE3WA-19017                     | SPEEDSTAR RECORDS         |

### サウンドトラック
| タイトル | アーティスト                                                                                                | 発売日         | 規格品番           | レーベル                         |
| --- | --- | -------------- | ------------------ | -------------------------------- |
| スーパーマリオブラザーズ マリオ・シンドローム                                                                  | BONUS21、井上俊次                                                                                           | 1986年5月21日  | K13A-748           | キングレコード                   |
| サウンド･マリオブラザーズ 16BIT SCROLLERS                                                                      | 近藤浩治 | 1986年5月25日  | 25JAL-3054         | 徳間ジャパンレコード             |
| スーパーマリオ 魔界帝国の女神 オリジナル・サウンドトラック                                                     | クイーン、 メガデス、ジョー・サトリアーニ、エクストリーム、ジョージ・クリントン、ロクセット                 | 1993年6月23日  | TOCP-7835          | EMIミュージック・ジャパン        |
| スーパーマリオRPG オリジナルサウンドバージョン                                                                 | | 1996年3月25日  | PSCN-5047〜8       | ポリスター                       |
| ゲームボーイギャラリー ミュージックス                                                                          | | 1997年10月22日 | TKCA-81254         | 徳間ジャパンコミュニケーションズ |
| ニンテンドーサウンドコレクション VOL.1 PEACH                                                                   | 任天堂サウンドスタッフ 近藤浩治 ほか                                                                        | 2003年10月1日  | 非売品             | 任天堂（クラブニンテンドー）     |
| マリオ＆ゼルダ ビッグバンドライブCD                                                                            | The Bigband of ROGUES（東京キューバンボーイズ Jr.）、宮本茂、近藤浩治、戸高一生、戸田昭吾、伊藤あしゅら紅丸 | 2003年12月10日 | SCDC-00315         | サイトロン・ディスク             |
| ファミコンサウンドヒストリーシリーズ マリオ ザ ミュージック                                                    | | 2004年7月2日   | SCDC-00360         | サイトロン・デジタルコンテンツ   |
| マリオバスケ3on3 オリジナルサウンドトラック                                                                    | 祖堅正慶、近藤浩治、兼岡行男                                                                                | 2006年10月18日 | SQEX-10079         | スクウェア・エニックス           |
| THE YEAR OF LUIGI サウンドセレクション                                                                         | | 2013年7月18日  | 非売品             | 任天堂（クラブニンテンドー）     |
| マリオ＋ラビッツ/Mario+Rabbids キングダムバトル オリジナルサウンドトラック【アナログレコード】(Ubisoft/Switch) | グラント・カークホープ                                                                                      | 2018年11月30日 | EAN 457-1374914430 | iam8bit                          |

## コラボレーション
どうぶつの森シリーズや、スプラトゥーンシリーズ、大乱闘スマッシュブラザーズシリーズ等、任天堂制作の他作品とコラボレーションを行うことがある。
以下は他社作品とのコラボレーションを記載する。
スクウェア・エニックス
- いただきストリートDS / いただきストリートWii
  - スクウェア・エニックスから発売されたコンピュータボードゲーム。マリオシリーズと『ドラゴンクエスト』シリーズのキャラクターが共演している。

バンダイナムコエンターテインメント
- 太鼓の達人シリーズ
  - バンダイナムコアミューズメントとバンダイナムコエンターテインメントが開発している音楽ゲームシリーズ。『太鼓の達人8』以降の作品でマリオシリーズの楽曲が使用されている。

コナミデジタルエンタテインメント
- Dance Dance Revolution with MARIO
  - コナミ（現・コナミデジタルエンタテインメント）の音楽ゲーム『Dance Dance Revolution』シリーズとのコラボレーション作品。マリオシリーズのキャラクターがBGMに合わせてダンスを披露する。

セガ
- マリオ&ソニック AT オリンピック シリーズ
  - セガグループ（セガゲームス、セガ・インタラクティブ）のソニックシリーズとマリオシリーズのキャラクターが共演するオリンピックゲーム。2007年発売の『マリオ&ソニック AT 北京オリンピック』以降シリーズ化している。コンシューマ版の発売元は『マリオ&ソニック AT リオオリンピック』までが任天堂、『マリオ&ソニック AT 東京2020オリンピック』がセガゲームス。

EAスポーツ
- NBAストリートV3 マリオでダンク[21]
  - 2005年5月26日にニンテンドーゲームキューブで発売。
  - NBAストリートV3（英語版）にマリオシリーズのキャラクターが登場する。
- SSX On Tour with マリオ
  - 2005年11月17日にニンテンドーゲームキューブで発売。
  - SSX On Tourにマリオシリーズのキャラクターが登場する。

ユービーアイソフト
- マリオ+ラビッツ キングダムバトル、マリオ+ラビッツ ギャラクシーバトル
  - 『Rabbids（英語版）』シリーズとのコラボレーション作品。マリオシリーズのキャラクターに加え、Rabbidsシリーズのキャラクター「ラビッツ（フランス語版）」に似た「ラビッツマリオ」などが登場する。

マイクロソフト
- MINECRAFT: Wii U EDITION、Minecraft: Nintendo Switch Edition、Minecraft: New Nintendo 3DS Edition
  - マイクロソフト社の「Minecraft」に、スーパーマリオをテーマにした世界や音楽、テクスチャパックなどの40のスキンをセットにした「スーパーマリオ マッシュアップパック」が搭載されている[22][23][24]。

ガンホー・オンライン・エンターテイメント
- パズル&ドラゴンズ スーパーマリオブラザーズ エディション
  - パズルゲーム『パズル&ドラゴンズ』とのコラボレーション作品。マリオシリーズのキャラクターやアイテムなどが登場する。

## 音楽界への影響
1992年、ゲームボーイ用ソフト『スーパーマリオランド』のBGMをサンプリングしたアンバサダーズ・オブ・ファンク・フィーチャリング・MCマリオ（Ambassadors Of Funk Featuring M.C. Mario）の『スーパーマリオランド（Super Mario Land）』が全英シングルチャートでトップ10入りした。
2005年、『スーパーマリオブラザーズ』のBGMをサンプリングしたトンガリキッズの『B-DASH』がオリコンシングルチャートで最高4位を記録した。
『スーパーマリオブラザーズ』の楽曲『スーパーマリオブラザーズのテーマ』が、2005年度のビルボードの着信メロディチャート（Hot Ringtone）で年間5位、2007年度の年間1位を記録、125週連続でチャートインした。
2023年4月12日（日本時間同月13日）、アメリカ議会図書館はスーパーマリオブラザーズのテーマ曲（地上BGM）をゲーム音楽として初めて、日本人が作曲した曲としても初めて全米録音資料登録簿に収蔵した。

## 関連製品

### アーケードゲーム
メダルゲームやプライズゲームなど。
| タイトル                                      | 稼働時期  | メーカー     |
| --------------------------------------------- | --------- | ------------ |
| マリオルーレット                              | 1991年    | コナミ       |
| ピカデリーサーカス スーパーマリオブラザーズ3  | 1991年    | コナミ       |
| マリオワールド                                | 1991年    | バンプレスト |
| てれびでんわ スーパーマリオワールド           | 1992年    | バンプレスト |
| ピカピカマリオ                                | 1992年    | バンプレスト |
| ミニ・ピカデリー スーパーマリオブラザーズ3    |           | コナミ       |
| ミニ・ピカデリー スーパーマリオワールド       |           | コナミ       |
| じゃんケンふくびき                            |           | バンプレスト |
| グルグルマリオ                                |           | バンプレスト |
| スーパーマリオワールド ブーブーマリオ         | 1993年    | バンプレスト |
| スーパーマリオワールド マリオうんどうかい     | 1993年    | バンプレスト |
| スーパーマリオワールド クッパたいじ           | 1993年    | バンプレスト |
| スーパーマリオワールド スーパーマリオアタック | 1996年    | バンプレスト |
| ドキドキマリオチャンス!                       | 2003年    | バンプレスト |
| スーパーマリオ 不思議のジャンジャンランド     | 2004年4月 | カプコン     |

### その他
レゴ スーパーマリオシリーズ
「レゴ」と「スーパーマリオシリーズ」のコラボレーション商品「レゴ スーパーマリオ」（LEGO SUPER MARIO）および大人向けのレゴ スーパーマリオのセット「LEGO Nintendo Entertainment System」が2020年8月1日発売。スターターセットを含む3セットについては、2020年7月10日より日本での先行発売された。
「レゴ スーパーマリオ」の新ラインナップとして、「レゴ ルイージ」（LEGO LUIGI）が新登場。新たなスターターセットを含む3セットについては、日本での2021年7月10日より先行発売されている。2021年8月1日より全世界で発売。
「レゴ スーパーマリオ」の新ラインナップとして、「レゴ ピーチ」（LEGO PEACH）が新発場。新たなスターセットを含む10種類セットについては、日本での2022年8月1月より先行発売されている。
ユニバーサル・スタジオ・ジャパン
大阪府大阪市此花区に所在するテーマパーク。2021年3月18日よりマリオシリーズをモチーフにしたエリア「スーパー・ニンテンドー・ワールド」がオープンした。また、2024年12月11日よりドンキーコングシリーズをモチーフにしたエリアがオープンした。
また、2023年4月28日よりマリオシリーズの映画版「ザ・スーパーマリオブラザーズ・ムービー」が公開されている。
マリオボウル
スコア表示画面にマリオシリーズのキャラクターなどが表示されるボウリング。制作：ブランズウィック コーポレーション